# Aderus crassipes
Aderus crassipes é uma espécie de besouro da família Aderidae. A espécie foi descrita cientificamente por Manuel Martínez de la Escalera em 1922.

## Distribuição geográfica
Ocorre na Ilha de Bioko (Fernando Póo) (Guiné Equatorial).